# Principius (Speyer)
Principius war Mitte des 7. Jahrhunderts Bischof von Speyer und rangiert in der offiziellen Zählung als Nr. 4. Man nimmt allgemein den Regierungszeitraum von ca. 650–659 an.
Principius wird in der ältesten Speyerer Bischofsliste, die zwischen 1078 und 1088 in der Abtei Schäftlarn entstand, erst als 5. Bischof aufgeführt. Allerdings ist dort die Gruppe der ersten 8 Bischöfe unvollständig und in Unordnung. 
Der Bischof regierte etwa ab 650 die Kirche von Speyer. König Sigibert III. († 656) bestätigt und bekräftigt in einer Urkunde die bereits durch seine Vorfahren erfolgte Schenkung des Zehnten im Speyergau, an die „Nemeterkirche (Speyer hieß auch Noviomagus Nemetum), wo der apostolische Mann Principius als Bischof wirkt“. In der Schenkungsurkunde nennt er überdies Bischof Principius seinen „Vater und Herrn“ und fügt die Ermahnung hinzu, dass bei Vermeidung göttlicher Strafe und königlicher Ungnade sich niemand unterfangen solle, die Stiftung auf andere Weise zu gebrauchen, als „zur Unterhaltung der Geistlichen und zur Verpflegung der Armen“.
Aus dem hohen Gunsterweis allgemein und aus der Bezeichnung „Vater und Herr“ lässt sich auf eine nähere Beziehung des Bischofs zum König schließen; möglicherweise war er zuvor sein Lehrer oder Erzieher.
Die Schenkung des Zehnten im gesamten Umland legte den Grundstock zur finanziellen Sicherung des Bistums für mehr als 1000 Jahre, bis zur Säkularisation.   